# 瓦讷站
瓦讷站是法国的一个铁路车站，位于法国西部城市，莫尔比昂省的省会瓦讷。

## 位置
瓦讷站是瓦讷市区最大的客运铁路车站，位于瓦讷市区的北部。车站大致呈东西走向，开口朝南。车站南侧有配套的长途汽车站。

## 车站历史
瓦讷站最初建于1862年，后经历了多次改建，其中最近的一次是在1994年。

## 停靠线路
以下列车线路在瓦讷站停靠：
| 瓦讷站列车线路表             |              |                     |               |              |
| 线路                         | 车种         | 上一站              | 下一站        | 大致运行频率 |
| 巴黎—坎佩尔                  | iDTGV        | 雷恩                | 欧莱          | 每周2~3趟    |
| 巴黎—洛里昂/坎佩尔           | TGV          | 雷恩/雷东           | 欧莱/洛里昂   | 每天9趟左右  |
| 里尔—洛里昂/坎佩尔           | TGV          | 雷东                | 欧莱          | 每周2趟左右  |
| 雷恩—瓦讷/洛里昂/坎佩尔      | 法国大区列车 | 雷东/盖斯唐贝尔     | （终点）/欧莱 | 每天8趟左右  |
| 雷恩/雷东/瓦讷—洛里昂/坎佩尔 | 法国大区列车 | 盖斯唐贝尔/（起点） | 圣安纳/欧莱   | 每天9趟左右  |
| 南特—坎佩尔                  | 法国大区列车 | 雷东/盖斯唐贝尔     | 欧莱          | 每天5趟左右  |
| 南特—布雷斯特                | 法国大区列车 | 雷东                | 洛里昂        | 每周2趟      |
| 1. 2.                        |              |                     |               |              |

## 配套交通

### 长途客运
| 停靠瓦讷的大巴车          |                               |                                                                        |
| 上下车地点                | 运营单位                      | 主要目的地                                                             |
| 瓦讷汽车站 （瓦讷站南侧） | Eurolines                     | （可通过联程中转前往欧洲各地）                                         |
| 瓦讷汽车站 （瓦讷站南侧） | Flixbus                       | 格勒诺布尔、里昂、克莱蒙费朗、图尔、昂热、南特、布雷斯特               |
| 瓦讷汽车站 （瓦讷站南侧） | Isilines                      | 布雷斯特、坎佩尔、南特                                                 |
| 瓦讷汽车站 （瓦讷站南侧） | Ouibus                        | 南特、坎佩尔、布雷斯特                                                 |
| 瓦讷汽车站 （瓦讷站南侧） | Starshipper                   | 布雷斯特、坎佩尔、南特                                                 |
| 瓦讷汽车站 （瓦讷站南侧） | 布列塔尼城际客运 Car Bretagne | 圣布里厄                                                               |
| 瓦讷汽车站 （瓦讷站南侧） | 莫尔比昂省城际客运 TIM        | 欧莱、阿尔宗、洛克米内、蓬蒂韦、普洛梅勒、吉贝隆                       |
| 瓦讷汽车站 （瓦讷站南侧） | SNCF                          | （当某条铁路线施工或罢工时，SNCF可能会提供途径该线路沿途站点的大巴车） |
| 1. 2. 3. 4.               |                               |                                                                        |

### 市内交通
| 瓦讷站附近的公交线路 |            |                    |
| 公交车站名称         | 位置       | 停靠线路           |
| Gare SNCF            | 瓦讷站正门 | 4路、6路、7路、8路 |
| 1.                   |            |                    |

## 临近车站
| 瓦讷站（Gare de Vannes） |                      |           |
| 上行车站                 | 线路                 | 下行车站  |
| 盖斯唐贝尔站←            | 萨维奈－朗代尔诺铁路 | →圣安讷站 |